# پامچال یخچالی
پامچال یخچالی، پامچال سرسان (نام علمی: Primula capitellata) نام یک گونه از سرده پامچال است.